# ブルー・ベイリー
ブルー・ベイリー (Blue Bailey、 本名＝ステファン・フェリス、Stephan Ferris、 1987年8月5日 －）はアメリカ合衆国のゲイポルノ男優。ラスベガス・ネバダ州出身。

## 経歴
ラスベガスで生まれたが、その場所を嫌い、サンフランシスコの学校に通うため移住。セックスフレンドから誘われたことからポルノ業界に入る。
2014年に出演したトレジャー・アイランド・メディアのポルノ作品『バイラル・ロード』(Viral Loads)にメインとして出演。HIV感染者との性行為や精液を体内に注入するというポルノの内容が激しい物議と議論を呼んだ。陰性者として作品に出演したベイリー自身はHIV陽性者であり、「即に陽性者であることから、健康状態に影響はないと思った」と語っている。
『バイラル・ロード』問題はペンシルベニア大学で学術フォーラムの議題に上がるなど世間の注目を集めた。
そのキャリアの中で100作品に出演。
その後、ポルノ業界を引退し、現在は弁護士として活動しており、ポルノ男優としての活動を綴った自叙伝『Blue Movie』はベストセラーとなった。
ポッドキャストの番組『Reading is Fundamental』のホストも務めている。

## 私生活
家族はゲイに理解があり、母親はゲイの親友とゲイクラブに行くなどしていたため、カミングアウトに抵抗はなかったと明かした。しかし家族に職業を伝えていなかったが、のちに母親には伝えてベイリーの現場に赴くなどしている。

## ノミネート
| 年   | 賞                  | 結果       | 部門                 | 作品 | 脚注  |
| ---- | ------------------- | ---------- | -------------------- | ---- | ----- |
| 2014 | GRABBYSアワード     | ノミネート | 最優秀新人賞         |      | [ 9 ] |
| 2021 | RAVEN'S EDEN AWARDS | ノミネート | 最も影響力を持つ人物 |      | [ 9 ] |